# Kanton Montbéliard-Ouest
Der Kanton Montbéliard-Ouest war von 1973 bis 2015 ein französischer Wahlkreis im Département Doubs und in der damaligen Region Franche-Comté. Er umfasste 19 Gemeinden und einen Teil der Stadt Montbéliard im Arrondissement Montbéliard; sein Hauptort (frz.: chef-lieu) war Montbéliard. Die landesweiten Änderungen in der Zusammensetzung der Kantone brachten im März 2015 seine Auflösung. Vertreter im conseil général des Départements war zuletzt von 1998 bis 2015 Pierre Helias.

## Gemeinden
| - Aibre - Allondans - Bart - Bavans - Beutal - Bretigney - Désandans - Dung - Échenans - Issans | - Laire - Le Vernoy - Lougres - Montbéliard (teilweise) - Présentevillers - Raynans - Saint-Julien-lès-Montbéliard - Sainte-Marie - Sainte-Suzanne - Semondans |